# Mario Trevi - vol.2
Mario Trevi - vol.2, pubblicato nel 1974 su 33 giri (ZSLPR 55892), Stereo8 (Z8PR 55892) e musicassetta (ZKPR 55892), è un album discografico del cantante Mario Trevi.

## Il disco
L'album è una raccolta di brani di Mario Trevi, alcuni già incisi su 45 giri, altri inediti, per la casa discografica Presence con distribuzione della RCA Italiana. L'album contiene brani appartenenti ai generi musicali di giacca e di cronaca, ritornati in voga a Napoli negli anni settanta, che riporteranno in voga il genere teatrale della sceneggiata. La direzione degli arrangiamenti è del M° Tony Iglio.

## Tracce
1. 'O fedaino (Moxedano-Iglio)
2. L'opera 'e pupe (Sciotti-Iglio)
3. Tentazione (Moxedano-Colosimo-Iglio)
4. Dateme 'o figlio mio (Moxedano-Iglio)
5. Sartana (Moxedano-Iglio)
6. 'O prutettore (Moxedano-Iglio)
7. 'O marisciallo (Moxedano-Iglio)
8. 'O capraro (Moxedano-Iglio)
9. 'A mano nera (Moxedano-Iglio)
10. 'Ntonio a porta e massa (Moxedano-Iglio)
11. 'A mala cumanna (Moxedano-Iglio)
12. 'A malapianta (Moxedano-Colosimo-Iglio)